# كورزميس فاردس
كورزيمس فاردس (من (باللاتفية: "The Word of Kurzeme")‏ هي صحيفة إقليمية لاتفية أصدرت في ليباجا في لاتفيا. تم نشر العدد الأول في 27 نوفمبر 1918. تصدر الجريدة خمس مرات في الأسبوع من الاثنين إلى الجمعة.
خلال الاحتلال السوفياتي للاتفيا تم تغيير اسم الصحيفة إلى «الكومونيين» (باللاتفية: The Communist)‏، واستعادة اسم Kurzemes Vārds في 13 أبريل 1990. 
متوسط توزيع الصحيفة 8800 نسخة. يتم إصدار نسخة باللغة الروسية تحمل نفس الاسم، Курземес Вардс، أربع مرات في الأسبوع.